# Premier League de Escocia 2012-13
La temporada 2012-13 fue la 116.ª edición del Campeonato escocés de fútbol y la 15.ª edición como Premier League de Escocia, la división más importante del fútbol escocés. La competencia comenzó el 4 de agosto de 2012 y finalizó el 19 de mayo de 2013 con la conquista del Celtic Glasgow de su 44.º título de liga.

## Equipos y estadios
En esta edición participan 12 equipos, de los cuales 10 provienen de la temporada pasada. El Dunfermline Athletic FC, el equipo descendido la temporada anterior, fue reemplazado por el ascendido de la Primera División, el Ross County FC.
Al finalizar la temporada pasada el Rangers FC fue relegado a la Tercera División, por problemas de administración. En su reemplazo se invitó al Dundee FC por haber terminado en segundo lugar en la Primera División 2011/12.
| Club                | Ciudad     | Estadio                    | Aforo  |
| ------------------- | ---------- | -------------------------- | ------ |
| Aberdeen            | Aberdeen   | Pittodrie Stadium          | 22.200 |
| Celtic              | Glasgow    | Celtic Park                | 60.506 |
| Dundee FC           | Dundee     | Dens Park                  | 11.800 |
| Dundee United       | Dundee     | Tannadice Park             | 14.200 |
| Heart of Midlothian | Edimburgo  | Tynecastle Stadium         | 18.300 |
| Hibernian           | Edimburgo  | Easter Road Stadium        | 20.250 |
| Inverness CT        | Inverness  | Tulloch Caledonian Stadium | 7.512  |
| Kilmarnock          | Kilmarnock | Rugby Park                 | 18.220 |
| Motherwell          | Motherwell | Fir Park                   | 13.742 |
| Ross County         | Dingwall   | Victoria Park              | 6.000  |
| St. Johnstone       | Perth      | McDiarmid Park             | 10.618 |
| Saint Mirren        | Paisley    | St. Mirren Park            | 8.006  |

## Tabla de posiciones
|  |     | Equipo               | PJ | PG | PE | PP | GF | GC | DG  | PTS |
|  | --- | -------------------- | -- | -- | -- | -- | -- | -- | --- | --- |
|  | 1.  | Celtic Glasgow       | 38 | 24 | 7  | 7  | 92 | 35 | +57 | 79  |
|  | 2.  | Motherwell           | 38 | 18 | 9  | 11 | 67 | 51 | +16 | 63  |
|  | 3.  | St. Johnstone        | 38 | 14 | 14 | 10 | 45 | 44 | +1  | 56  |
|  | 4.  | Inverness CT         | 38 | 13 | 15 | 10 | 64 | 60 | +4  | 54  |
|  | 5.  | Ross County (A)      | 38 | 13 | 14 | 11 | 47 | 48 | -1  | 53  |
|  | 6.  | Dundee United        | 38 | 11 | 14 | 13 | 51 | 62 | -11 | 47  |
|  |     |                      |    |    |    |    |    |    |     |     |
|  | 7.  | Hibernian            | 38 | 13 | 12 | 13 | 49 | 52 | -3  | 51  |
|  | 8.  | Aberdeen             | 38 | 11 | 15 | 12 | 41 | 43 | -2  | 48  |
|  | 9.  | Kilmarnock           | 38 | 11 | 12 | 15 | 52 | 53 | -1  | 45  |
|  | 10. | Hearts of Midlothian | 38 | 11 | 11 | 16 | 40 | 49 | -9  | 44  |
|  | 11. | Saint Mirren         | 38 | 9  | 14 | 15 | 47 | 60 | -13 | 41  |
|  | 12. | Dundee FC (A)        | 38 | 7  | 9  | 22 | 28 | 66 | -38 | 30  |

- (A) : Ascendido la temporada anterior.

|  | Campeón y clasificado a Liga de Campeones de la UEFA 2013-14. |
|  | Clasificado a Liga Europea de la UEFA 2013-14.                |
|  | Desciende a Primera División de Escocia.                      |

## Máximos goleadores
| Pos.                                     | Jugador         | Equipo           | Goles |
| ---------------------------------------- | --------------- | ---------------- | ----- |
| 1                                        | Michael Higdon  | Motherwell FC    | 26    |
| 2                                        | Billy McKay     | Inverness CTFC   | 23    |
| 3                                        | Leigh Griffiths | Hibernian FC     | 23    |
| 4                                        | Niall McGinn    | Aberdeen FC      | 20    |
| 5                                        | Gary Hooper     | Celtic FC        | 19    |
| 6                                        | Johnny Russell  | Dundee United FC | 13    |
| 7                                        | Steven Thompson | Saint Mirren FC  | 13    |
| 8                                        | Andrew Shinnie  | Inverness CTFC   | 12    |
| 10                                       | Kris Commons    | Celtic FC        | 11    |
| 10                                       | Paul Heffernan  | Kilmarnock       | 11    |
| Última actualización: 19 de mayo de 2013 |                 |                  |       |

## Primera División - First División
La Primera División 2012-13 fue ganada por el Partick Thistle que accede a la máxima categoría, Airdrie United desciende a la Segunda División.
| Pos | Equipo                 | PJ | PG | PE | PP | GF | GC | GA  | Pts |
| --- | ---------------------- | -- | -- | -- | -- | -- | -- | --- | --- |
| 1.  | Partick Thistle        | 36 | 23 | 9  | 4  | 76 | 28 | 48  | 78  |
| 2.  | Greenock Morton        | 36 | 20 | 7  | 9  | 73 | 47 | 26  | 67  |
| 3.  | Falkirk FC             | 36 | 15 | 8  | 13 | 52 | 48 | 4   | 53  |
| 4.  | Livingston FC          | 36 | 14 | 10 | 12 | 58 | 56 | 2   | 52  |
| 5.  | Hamilton Academical    | 36 | 14 | 9  | 13 | 52 | 45 | 7   | 51  |
| 6.  | Raith Rovers           | 36 | 11 | 13 | 12 | 45 | 48 | -3  | 46  |
| 7.  | Dumbarton              | 36 | 13 | 4  | 19 | 58 | 83 | -25 | 43  |
| 8.  | Cowdenbeath            | 36 | 8  | 12 | 16 | 51 | 65 | -14 | 36  |
| 9.  | Dunfermline Athletic † | 36 | 14 | 7  | 15 | 62 | 59 | 3   | 34  |
| 10. | Airdrie United         | 36 | 5  | 7  | 24 | 41 | 89 | -48 | 22  |